# Microsoft Lumia
Microsoft Lumia, bis November 2014 Nokia Lumia, war eine Serie von Mobiltelefonen und Tabletcomputern von Microsoft Mobile. Bis zum Verkauf der Nokia-Gerätesparte an Microsoft im April 2014 wurde die Serie von Nokia hergestellt.
Die ersten Smartphones der Serie wurden im Oktober 2011 auf der Nokia World in London vorgestellt. Das Betriebssystem der Handys ist Windows Phone bzw. Windows 10 Mobile. Die Lumia-Serie schloss auch Phablets und einen Tablet-PC mit ein. 
Am 25. Mai 2016 gab Microsoft die Einstellung der Lumia-Produktion bekannt, wobei die Aktualisierung der Software bei den letzten Geräten noch bis Januar 2020 erfolgte.
Zum 31. Dezember 2020 endete jeglicher Anspruch auf Reparaturen im Rahmen der Garantie, die Microsoft 2017 an die deutsche B2X GmbH ausgelagert hatte.
Mobile Geräte werden in Zukunft ausschließlich unter dem Dach von Microsoft Surface hergestellt.

## Smartphone-Modelle

### Windows Phone 7

#### Lumia 505
Das Nokia Lumia 505 erschien im Februar 2013 und ist zum Lumia 510 technisch fast identisch. Es besitzt allerdings nur 256 MB Arbeitsspeicher und kann die in Nord- und Südamerika verwendeten UMTS-/WCDMA-Frequenzbänder 1900 (WCDMA Band II) und 850 (WCDMA Band V) nutzen.

#### Lumia 510
Das Nokia Lumia 510 wurde vor dem Marktstart von Windows Phone 8 im Oktober 2012 noch mit Windows Phone 7.5 präsentiert. Das Lumia 510 besitzt ein kapazitives 4-Zoll-(10,16-cm-)LC-Display mit 800 × 480 Pixeln Auflösung und einen Qualcomm Snapdragon-Single-Core-Prozessor (7227A Snapdragon S1), der mit 800 Megahertz getaktet ist. Das Gerät wurde ursprünglich mit nur 256 MB Arbeitsspeicher ausgeliefert, womit – wie schon beim Lumia 610 – nicht alle Windows-Phone-Anwendungen lauffähig sind. Seit 2013 sind im Lumia 510 jedoch 512 MB RAM eingebaut. Der interne Speicher ist vier Gigabyte groß und kann wegen fehlendem Micro-SD-Kartenslot nicht erweitert werden. Auf der Rückseite ist eine 5-MP-Kamera (ohne Blitz- bzw. Fotolicht) verbaut. Weiterhin sind Bluetooth 2.1, A-GPS, WLAN und ein Micro-USB- sowie ein Kopfhörer-Anschluss verfügbar. Das Gerät unterstützt alle gängigen GSM-Netze (GSM 850/900/1800/1900), sowie die in Europa und Asien, Mittel- und Südamerika sowie Australien und Neuseeland genutzten UMTS- bzw. WCDMA-Frequenzbänder 2100 (WCDMA Band I) und 900 (WCDMA Band VIII). Das Gerät wurde im Februar 2013 vom Lumia 520 abgelöst.

#### Lumia 610
Das Nokia Lumia 610 wurde auf dem Mobile World Congress 2012 als Einsteiger-Smartphone vorgestellt. Es ist das erste Windows-Phone-7-Gerät, das durch die gelockerten Hardware-Anforderungen von Windows Phone 7 mit schwächerer Hardware ausgestattet ist als bisherige Mobiltelefone. So ist der Einzelkernprozessor (7227A Snapdragon S1) nur mit 800 MHz getaktet, verfügt über 256 Megabyte Arbeitsspeicher, einen 8 Gigabyte großen internen Massenspeicher und eine 5-Megapixel-Kamera mit LED-Blitz. Im Lumia 610 ist ein 3,7-Zoll-(9,4-cm-)TFT-Display mit kapazitivem Touchscreen verbaut. Daneben sind A-GPS, HSDPA mit maximal 7,2 Mbps Datenrate, WLAN 802.11 b/g/n, Bluetooth 2.1 mit EDR, ein Micro-USB-Anschluss (mit USB 2.0) und optional NFC vorhanden. Mit einem 1300-mAh-Akku soll das Smartphone Gesprächszeiten zwischen 9,5 (GSM) und 10,5 Stunden (UMTS) sowie Standbyzeiten von 670 (GSM) bis 720 Stunden erreichen. In Deutschland wurde das Gerät Ende Mai 2012 auf den Markt gebracht. Skype und Angry Birds laufen auf dem Gerät nicht. Das Gerät wurde im Dezember 2012 vom Lumia 620 abgelöst.

#### Lumia 710
Das Nokia Lumia 710 wird mit Microsofts Windows Phone 7.5 Mango im ersten Quartal 2012 ausgeliefert. Als CPU dient ein auf 1,4 GHz getakteter Single-Core-Prozessor (Snapdragon MSM8255 Scorpion), der 512 Megabyte Arbeitsspeicher (SDRAM) sowie einen acht Gigabyte großen internen Massenspeicher verwaltet. Der 3,7 Zoll (9,4 cm) große TFT-LCD-Touchscreen mit ClearBlack-Filterschicht aus Gorilla Glass besitzt eine Auflösung von 800 × 480 Pixel. Die eingebaute Digitalkamera verfügt über einen 5-Megapixel-Bildsensor und einen LED-Blitz; eine Frontkamera ist nicht vorhanden. Für die mobile Datenübertragung unterstützt das Lumia 710 den Mobilfunkstandard HSDPA und WLAN (802.11 b/g/n). Die Nokia-Dienste Drive und Music (ohne Mix Radio) sind vorinstalliert. Das Gerät wurde im Februar 2013 vom Lumia 720 abgelöst.

#### Lumia 800
Das Nokia Lumia 800 wird mit Microsofts Windows Phone 7.5 Mango ausgeliefert. Als CPU dient ein auf 1,4 GHz getakteter Single-Core-Prozessor Snapdragon MSM8255 Scorpion von Qualcomm, der 512 Megabyte Arbeitsspeicher (SDRAM) sowie einen 16 Gigabyte großen internen Massenspeicher verwaltet. Der 3,7 Zoll (9,4 cm) große AMOLED-Touchscreen mit ClearBlack-Filterschicht aus Gorilla Glass besitzt eine Auflösung von 800 × 480 Pixel. Die eingebaute Digitalkamera verfügt über einen 8-Megapixel-Bildsensor und einen LED-Blitz; eine Frontkamera ist nicht vorhanden. Für die mobile Datenübertragung unterstützt das Lumia 800 den Mobilfunkstandard HSDPA und WLAN (802.11 b/g/n). Die Nokia-Dienste Nokia Drive und Nokia Musik sind vorinstalliert. Es verfügt über einen Lithium-Ionen-Akku mit einer Kapazität von 1450 mAh. Das Unibody-Gehäuse ist aus einem Block Polycarbonat gefräst. Das Gerät wurde im September 2012 vom Lumia 820 abgelöst.

#### Lumia 900
Das Nokia Lumia 900 wird mit Microsofts Windows Phone 7.5 Mango ausgeliefert. Als CPU dient ein auf 1,4 GHz getakteter Single-Core-Prozessor von Qualcomm, der 512 Megabyte Arbeitsspeicher (SDRAM) sowie einen 16 oder 32 Gigabyte großen internen Massenspeicher verwaltet. Es hat einen 4,3 Zoll (10,92 cm) großen Touchscreen mit ClearBlack-Filter und eine 8-Megapixel-Kamera. Zudem verfügt es über eine Frontkamera und unterstützt LTE (4G). In Europa wird das Lumia 900 jedoch ohne LTE-Unterstützung erscheinen. Der Akku hat eine Kapazität von 1830 mAh. Es kam am 8. April 2012 in den USA exklusiv über AT&T auf den Markt. Das Lumia 900 wurde auf der CES im Januar 2012 mit dem Best Smartphone Award ausgezeichnet. Das Gerät wurde im September 2012 vom Lumia 920 abgelöst.

### Windows Phone 8

#### Lumia 520
Das Nokia Lumia 520 wurde auf dem Mobile World Congress 2013 in Barcelona als Einsteiger-Smartphone vorgestellt. Das Windows-Phone-8-Gerät war mit einem Preis von 200 Euro beim Verkaufsstart das günstigste Lumia-Smartphone. Es besitzt einen 4 Zoll (10,16 cm) großen, kapazitiven Touchscreen und wird von einem Dual-Core-Prozessor mit 1 GHz Taktrate aus Qualcomms Snapdragon-Familie angetrieben, dem 512 Megabyte Arbeitsspeicher zur Seite stehen. Datenverbindungen sind per HSPA+ mit bis zu 21,1 MBit/s möglich. Zusätzliche Verbindungen können über WLAN (b/g/n) und Bluetooth 3.0 hergestellt werden. Das Lumia 520 ist seit dem zweiten Quartal 2013 in Deutschland verfügbar.

#### Lumia 525
Das Nokia Lumia 525 wurde am 27. November 2013 als Nachfolger des Lumia 520 vorgestellt. Das Gerät zeigt auf einem 10,2 cm (4,02 Zoll) großen IPS-Touchdisplay eine Auflösung von 800 × 480 Bildpunkten. Das unter Windows Phone 8 laufende Gerät verfügt über einen Qualcomm Snapdragon S4-SoC mit zwei Kernen und 1 GHz Taktfrequenz, der auf 1 GB Arbeits- und 8 GB Flashspeicher zugreifen kann; letzterer ist mittels Micro-SD-Karte erweiterbar. Verbindungen sind per EDGE, HSPA (maximal 21,60 MBit/s), WLAN (802.11 b/g/n) und Bluetooth möglich. Die Hauptkamera hat eine Auflösung von 5 Megapixeln (2592 × 1944 Pixel). Als Akkulaufzeit sollen 336 Stunden Standby-Zeit (GSM) und 16,9 Stunden Gesprächszeit (GSM) möglich sein. Bei Abmessungen von 119,9 mm × 64 mm × 9,9 mm wiegt das Lumia 525 124 g.

#### Lumia 620
Das Nokia Lumia 620 wurde am 5. Dezember 2012 auf der LeWeb’12 in Paris vorgestellt. Es ist seit Januar 2013 verfügbar. Es besitzt ein 3,8 Zoll (9,65 cm) großes Clear-Black-Display, bietet 8 Gigabyte internen Speicher (durch Micro-SD-Karten erweiterbar), einen 1 GHz starken Dual-Core-Prozessor, eine Adreno-305-GPU, 512 Megabyte RAM, eine 5-Megapixel-Kamera (Frontkamera: VGA) sowie die von Nokia bekannten Karten (inkl. kostenloser Offline-Navigation).

#### Lumia 625
Am 23. Juli 2013 hat Nokia das Nokia Lumia 625 vorgestellt. Es besitzt ein 4,7 Zoll (11,94 cm) großes IPS-LC-Display mit einer Auflösung von 800 × 480 Pixeln. Im Inneren arbeitet ein mit 1,2 GHz getakteter Dual-Core-Prozessor (Qualcomm Snapdragon S4), der auf 512 MB RAM sowie 8 GB Flash-Speicher, der mittels microSD-Speicherkartenslot um maximal 64 GB erweiterbar ist, zugreifen kann. Das Lumia 625 ist mit einer 5-Megapixel-Haupt- und einer VGA-Frontkamera ausgestattet. Das Quadband-Smartphone kann in GSM-, UMTS und LTE-Netzen genutzt werden. Der fest verbaute Akku hat eine Kapazität von 2000 mAh. Verkaufsstart in Deutschland war im August 2013.

#### Lumia 720
Das Nokia Lumia 720 wurde am 25. Februar 2013 auf dem Mobile World Congress 2013 in Barcelona als Mittelklasse-Smartphone vorgestellt. Das Gerät besitzt ein sog. Nokia-ClearBlack-Display mit einer Displaydiagonalen von 4,3 Zoll (10,92 cm) und einer Auflösung von 800 × 480 Pixel. Nokia gab auch bekannt, dass Gorilla Glass 2 verbaut werde sowie dass durch die Technologie „Sensitive Touch“ die Bedienung mit Handschuhen möglich sei. Als Prozessor wird ein Qualcomm MSM8227 1-GHz-Dualcore aus der Snapdragon-Familie verwendet, zudem sind 512 Megabyte RAM eingebaut. Der interne Anwendungs- und Datenspeicher beträgt 8 Gigabyte und kann durch eine Micro-SDXC-Karte um bis zu 64 Gigabyte erweitert werden. Zudem ist in dem Lumia 720 eine Kamera mit einer Fotoauflösung von 6,7 Megapixel und einer Videoauflösung von 1280 × 720 Pixel verbaut (BSI-Sensor für bessere Fotoqualität im Dunkeln). Die Blende der Kamera hat einen Wert von F 1,9. Das Gerät wird laut Nokia im zweiten Quartal 2013 in den Farben Gelb, Rot, Cyan, Weiß und Schwarz auf den Markt kommen.

#### Lumia 810
Das Nokia Lumia 810 wurde am 8. Oktober 2012 in den USA zusammen mit dem Provider T-Mobile USA vorgestellt, der das Gerät exklusiv in den Vereinigten Staaten vertreibt. Es läuft mit Windows Phone 8 und besitzt einen OLED-Touchscreen mit 4,3 Zoll (10,92 cm) Bildschirmdiagonale und einer Auflösung von 800 × 480 Pixel. Als CPU dient ein mit 1,5 GHz getakteter Qualcomm-Snapdragon-S4-Plus-Prozessor (ARM-Architektur). Zudem besitzt es eine 8-Megapixel-Kamera und eine 1,2-Megapixel-Frontkamera.

#### Lumia 820
Das am 5. September 2012 in New York vorgestellte Nokia Lumia 820 wird mit Microsofts Windows Phone 8 ausgeliefert. Es hat einen 4,3 Zoll (10,92 cm) großen Touchscreen mit ClearBlack-Technologie. Als CPU dient ein Dualcore-Prozessor vom Typ Snapdragon S4 von Qualcomm, der mit 1,5 GHz getaktet ist. Der Arbeitsspeicher umfasst 1 Gigabyte, der interne Flashspeicher ist 8 Gigabyte groß und kann per Micro-SD-Karte erweitert werden. Neben einer 0,3-Megapixel-VGA-Kamera auf der Vorderseite befindet sich auf der Rückseite eine 8-Megapixel-Kamera. Das Laden des Gerätes ist drahtlos – über den Qi-Standard – möglich. Dazu kommt eine spezielle Schale zum Einsatz, die auch durch eine besonders robuste Variante ersetzt werden kann, die das kabellose Laden nicht unterstützt. Nokia hat letztere in mehreren Farben vorgestellt. Das Lumia 820 ist genau wie das Lumia 920 seit November 2012 auf dem deutschen Markt erhältlich. Das Nokia Lumia 820 wird je nach Land mit dem schnellen Internet-Standard LTE ausgeliefert; bei allen Modellen ist auch HSPA+ verfügbar.

#### Lumia 920, 925 und 928

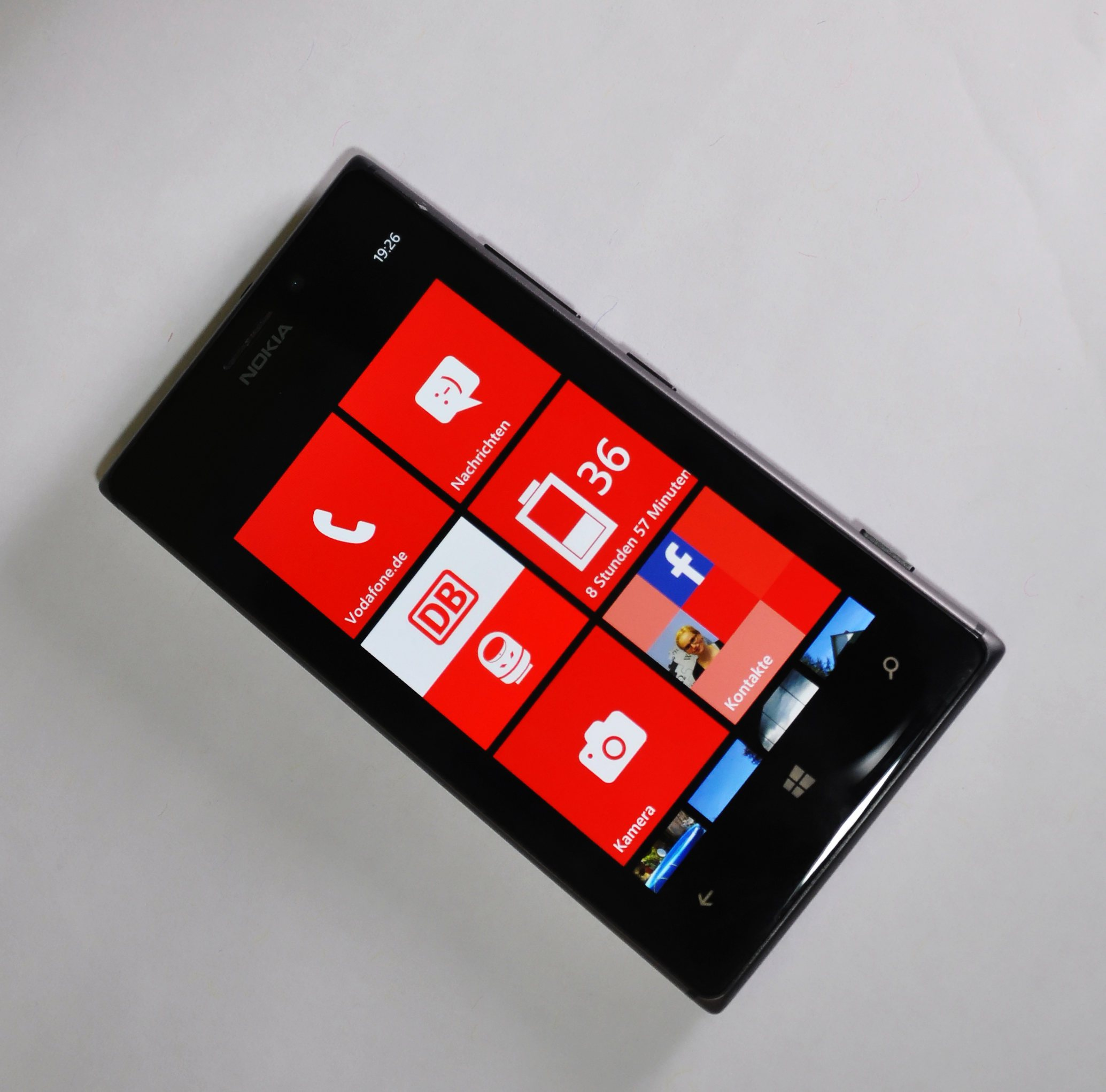
Lumia 925

Das am 5. September 2012 in New York vorgestellte Nokia Lumia 920 wird mit Microsofts Windows Phone 8 ausgeliefert. Es hat einen 4,5 Zoll (11,43 cm) großen IPS-Touchscreen mit ClearBlack-Technologie und einer Display-Auflösung von 1280 × 768 Pixel. Als CPU dient ein Dualcore-Prozessor vom Typ Snapdragon S4 von Qualcomm, der mit 1,5 GHz getaktet ist. Der Arbeitsspeicher ist 1 Gigabyte und der interne Flashspeicher, der nicht erweitert werden kann, 32 Gigabyte groß. Neben einer 1,2-Megapixel-Kamera auf der Vorderseite befindet sich auf der Rückseite eine 8,7-Megapixel-Kamera mit Pureview, einer Qualitätsbezeichnung, die Nokia mit der Kamera im Nokia 808 PureView eingeführt hat. Allerdings soll hier an Stelle eines 41-Megapixel-Bildsensors ein mechanischer Bildstabilisator für höhere Bildqualität sorgen. Das Laden des Gerätes ist drahtlos möglich.
 Am 14. Mai 2013 stellte Nokia das Nokia Lumia 925 – mit zum Lumia 920 ähnlichen technischen Daten – in London vor. Das 925 hat statt eines IPS- einen AMOLED-Bildschirm verbaut, die Hülle besteht zudem aus Aluminium. Durch ein entsprechendes Cover kann die Möglichkeit des drahtlosen Ladens über den Qi-Standard nachgerüstet werden. Der interne Speicher beträgt 16 GB bzw. 32 GB (Modell mit Vodafone-Branding). Das 925 ist mit 129 mm Höhe, 70,6 mm Breite und 8,5 mm Dicke minimal kleiner als das Lumia 920 (130,3 mm × 70,8 mm × 10,7 mm), und mit 139 g deutlich leichter (Lumia 920: 185 g). Stark verbessert wurde die Kamerasoftware.
 Das Nokia Lumia 928 ist eine spezielle Variante des Lumia 920, die exklusiv beim amerikanischen Provider Verizon erhältlich ist. Unterschiede zum Lumia 920 sind der Xenon-Blitz der Rückkamera und das geringere Gewicht.

#### Lumia 1020

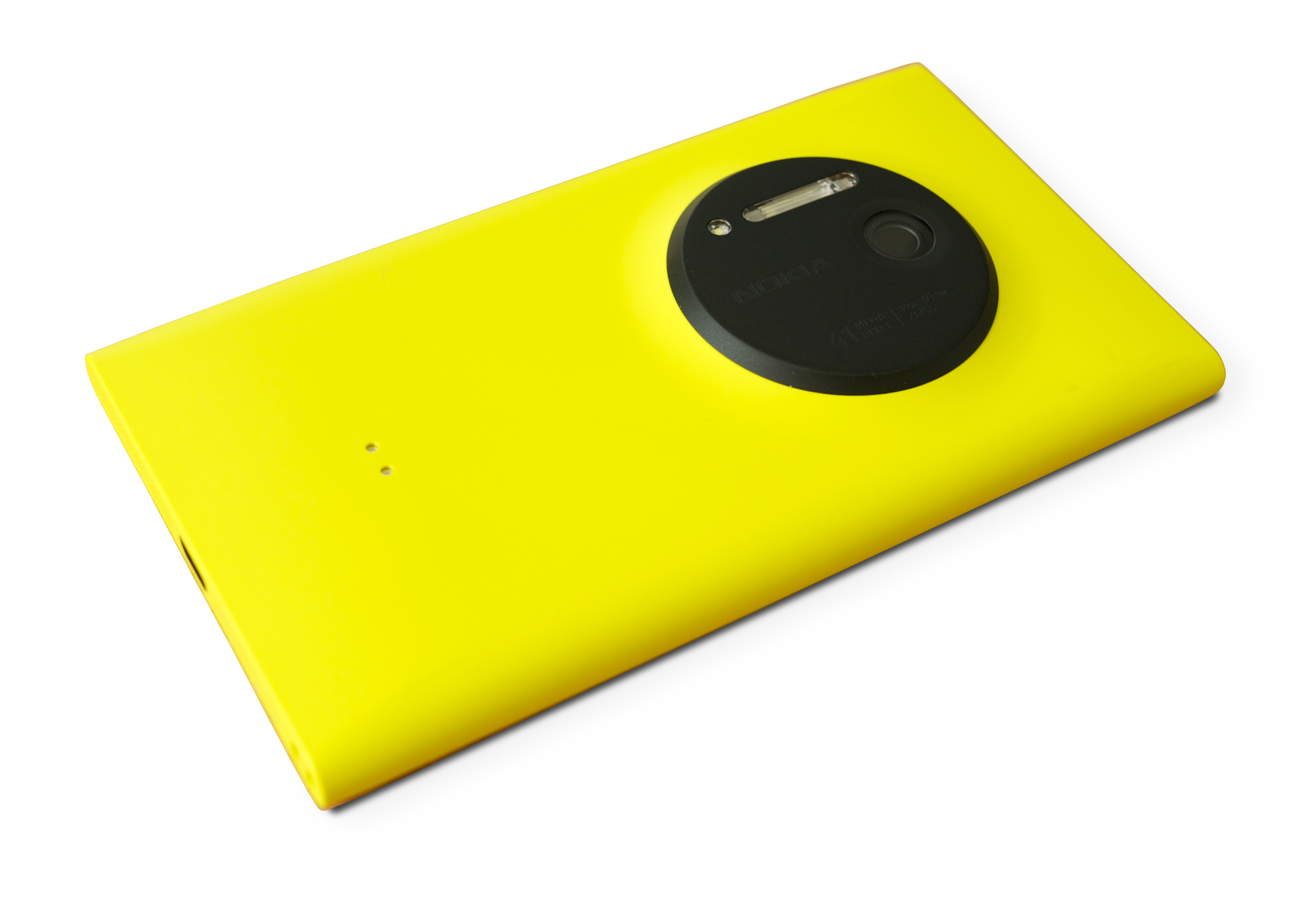
Nokia Lumia 1020

Am 10. Juli 2013 stellte Nokia das Nokia Lumia 1020 in New York vor. Der Nachfolger des Nokia 808 verfügt über eine 41-Megapixel-Kamera mit einem Carl-Zeiss-Objektiv. Als Prozessor kommt ein Qualcomm Snapdragon S4 MSM8960 mit zwei Kernen und 1,5 GHz Taktfrequenz sowie ein Adreno-225-Grafikprozessor zum Einsatz. Der AMOLED-Touchscreen hat eine Größe von 4,5 Zoll (11,43 cm) und bietet die HD-Auflösung von 1280 × 768 Pixeln. Der Arbeitsspeicher umfasst 2 GB; der interne Speicher ist in der Standardversion 32 GB groß und kann nicht per SD-Karte erweitert werden. In Deutschland gibt es von O2 auch eine Version mit 64 GB Flash-Speicher.

#### Lumia 1320
Am 22. Oktober 2013 stellte Nokia auf der Hausmesse „Nokia World“ in Abu Dhabi das Nokia Lumia 1320 vor. Es besitzt einen 6 Zoll (15,24 cm) großen LCD-Touchscreen mit Gorilla Glass 3 und einer Auflösung von 1280 × 720 Pixeln. Das Lumia 1320 ist eine günstige Alternative zum Lumia 1520, welches einen schnelleren Prozessor und eine höhere Display-Auflösung besitzt. Es wurde ein Snapdragon 400 von Qualcomm mit 1,7 GHz und 1 GB RAM verbaut. Auch hat das Lumia 1320 lediglich eine 5 MP Kamera ohne PureView-Technik. Das Gerät besitzt im Gegensatz zu anderen günstigen Geräten trotzdem LTE. Das Gerät wird mit einem 8 GB großen Speicher ausgeliefert und kann mit einer MicroSD-Karte (maximal 64 GB) erweitert werden.

#### Lumia 1520
Am 22. Oktober 2013 stellte Nokia auf der Hausmesse Nokia World in Abu Dhabi das Nokia Lumia 1520 vor. Das Gerät ist Nokias erstes Phablet mit einem 6 Zoll (15,24 cm) großen IPS-Touchscreen mit Gorilla Glass 2 und einer Auflösung von 1920 × 1080 Pixeln. Es wurde ein Quad-Core-Prozessor Snapdragon 800 von Qualcomm mit 2,2 GHz Taktfrequenz verbaut. Das Gerät besitzt 2 GB RAM sowie eine 20-MP-Kamera mit PureView-Technik. Wie das Lumia 920 unterstützt es kabelloses Laden über den Qi-Standard. Der Speicherplatz beträgt wahlweise 16 oder 32 GB und lässt sich mit einer MicroSD-Karte (maximal 128 GB) erweitern.

### Windows Phone 8.1 (Umstieg von Nokia Lumia auf Microsoft Lumia)

#### Lumia 435
Das Microsoft Lumia 435 ist das bisher günstigste Windows Phone. Der 4-Zoll-(10,16-cm-)Bildschirm des Lumia 435 löst mit 800 × 480 Pixeln auf und hat eine Pixeldichte von 233 dpi.

#### Lumia 530
Das Nokia Lumia 530 wurde am 23. November 2014 vorgestellt, es soll vor allem auf Smartphone-Einsteiger zielen. Es hat einen 4 Zoll (10,16 cm) großen FWVGA-Bildschirm (800 × 480 Pixel). Als Prozessor dient ein Qualcomm Snapdragon 200 mit vier Kernen, der mit 1,2 GHz taktet. Das Gerät verfügt über eine Rückkamera mit 5 Megapixeln, eine Frontkamera ist, wie beim Lumia 630/635, nicht verbaut worden. Die Größe des Arbeitsspeichers beträgt 512 Megabyte. Verbindungen sind per EDGE, HSPA (maximal 21,60 MBit/s), WLAN (802.11 b/g/n) und Bluetooth 4.0 möglich. Laut Hersteller hält der Akku im Standby 22 Tage, die maximale Sprechzeit über 2G beträgt 13 Stunden. Eine Erweiterung des 4 GB großen internen Speichers ist mithilfe einer MicroSDXC-Karte möglich. Das Gerät wird sowohl als Einfachvariante und als Dual-SIM Variante verkauft. Im Auslieferungszustand ist als Betriebssystem Windows Phone 8.1 inklusive Lumia Denim installiert.

#### Lumia 532
Das seit Januar 2015 erhältliche Nokia Lumia 532 verfügt im Gegensatz zum Vorgängermodell 530 zusätzlich über eine Frontkamera. Die Größe des Arbeitsspeichers beträgt 1 Gigabyte. Eine Erweiterung des 8 GB großen internen Speichers ist mithilfe einer MicroSDXC-Karte möglich. Das Gerät wird als Dual-SIM Variante verkauft. Im Auslieferungszustand ist als Betriebssystem Windows Phone 8.1 inklusive Lumia Denim installiert.

#### Lumia 535
Das Microsoft Lumia 535 wurde im November 2014 als erstes „Microsoft-Handy“ angekündigt und ist seit Dezember 2014 in sechs Farben erhältlich. Das Gerät hat zwei 5-Megapixel-Kameras, eine rückseitige und eine Frontkamera, die sich wegen der vergleichsweise sehr guten Kamera für Selbstporträts eignet. Der 5-Zoll-(12,7-cm-)IPS-Bildschirm hat eine Auflösung von 960 × 540 Pixeln und daraus resultierend eine Pixeldichte von 220 ppi und ist durch Gorilla Glass geschützt. Das Gerät wiegt 146 Gramm. Der interne Speicher von 8 GB kann mit einer Speicherkarte (max. 128 GB) erweitert werden. Das Gerät wird als Single- und als Dual-SIM-Variante verkauft.

#### Lumia 630 und 635
Am 2. April 2014 stellte Nokia das Nokia Lumia 630 und Nokia Lumia 635 als Nachfolger des Lumia 625 vor. Das 630er Modell wird alternativ als Einfach- sowie Dual-SIM-Gerät angeboten; bei beiden Geräten bietet das Display bei 4,5 Zoll Größe (11,43 cm) eine Auflösung von 854 mal 480 Pixeln. Als SoC wird ein Snapdragon-400 verbaut, der auf 512 MB RAM und 8 GB Flash-Speicher zugreifen kann. Beide Varianten können in GSM- und UMTS-Netzen eingesetzt werden. Bei Abmessungen von 129,5 × 66,7 × 9,2 mm hat das Lumia ein Gewicht von 134 g. Als Betriebssystem kommt Windows Phone 8.1 zum Einsatz.
Das Nokia Lumia 635 verfügt im Gegensatz zum 630 über ein LTE-Modul.

#### Lumia 640 und 640 XL
Das Microsoft Lumia 640 und das Microsoft Lumia 640 XL wurden am 2. März 2015 im Rahmen der MWC als Nachfolger des 630er Modells vorgestellt. Das Lumia 640 besitzt einen Snapdragon 400 Quad-Core-Prozessor mit je 1,2 GHz Taktfrequenz, 1 GB Arbeitsspeicher sowie ein 5-Zoll-(12,7-cm-)Display (Gorilla Glass 3) mit HD-Auflösung (1280 × 720 Pixel). Des Weiteren sind eine Hauptkamera mit 8 Megapixeln, eine Frontkamera mit 1 Megapixel und ein Akku mit 2500 mAh Kapazität verbaut. Der interne Speicher beträgt 8 GB und ist mit microSD-Karten um maximal 128 GB erweiterbar. Zusätzlich unterstützt es entweder LTE und/oder ist Dual-SIM-fähig (drei Varianten; 640 DS / 640 LTE / 640 LTE DS). Als Betriebssystem ist Windows Phone 8.1 vorinstalliert, jedoch ist ein Update auf Windows 10 möglich. Der Verkaufsstart beider Modelle war im April 2015.
Das Microsoft Lumia 640 XL unterscheidet sich nur geringfügig in den Spezifikationen vom Lumia 640. Die Displaygröße beträgt 5,7 Zoll (14,48 cm) statt 5 Zoll (12,7 cm), wobei es ebenfalls in HD auflöst (1280 × 720 Pixel, Gorilla Glass 3). Die Hauptkamera hat eine Auflösung von 13 statt 8 Megapixeln, die Auflösung der Frontkamera beträgt 5 statt 1 Megapixel. Der Akku besitzt 3000 mAh Kapazität, außerdem ist die XL-Variante Dual-Sim fähig und nutzt zeitgleich – modellabhängig – das LTE-Netz.

#### Lumia 730 Dual-SIM und 735
Das Nokia Lumia 730 und das Nokia Lumia 735 hat Microsoft auf der IFA 2014 angekündigt. Sie lösen das 720er Modell ab. Beide Geräte haben eine hochauflösende 5-Megapixel, wide-angle Frontkamera (optimiert für Selfies) und besitzen einen internen 8-GB-Speicher. Im Gegensatz zum Lumia 730 schließt das 735 ein LTE-Modul ein und bietet die Möglichkeit des drahtlosen Aufladens (wireless charging).

#### Lumia 830

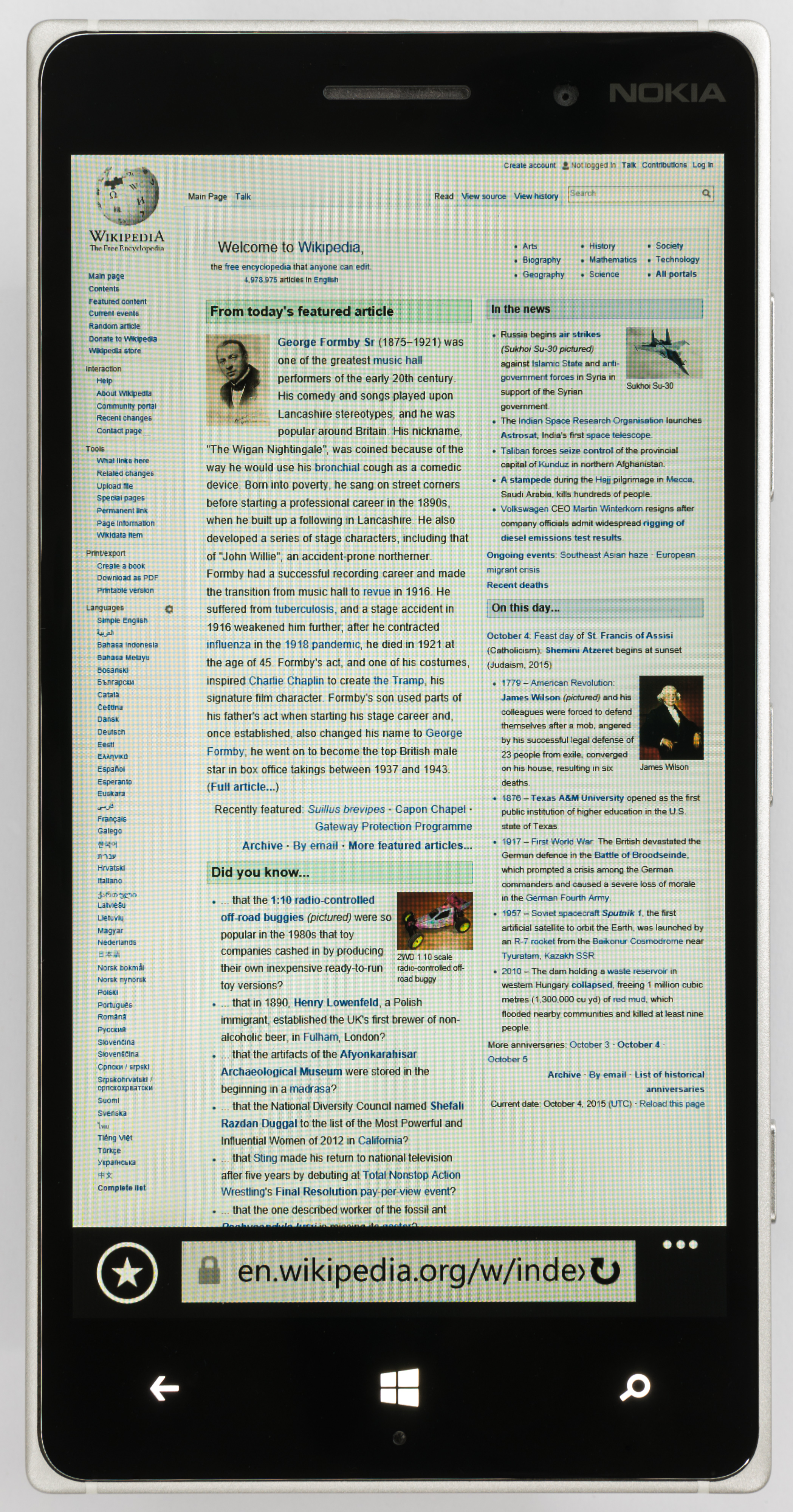
Nokia Lumia 830

Das am 4. September 2014 als Nachfolger des 820er Modells vorgestellte Nokia Lumia 830 wird mit Windows Phone 8.1 mit dem Lumia Denim-Update ausgeliefert. Es hat ein 5-Zoll-(12,7-cm-)großes ClearBlack IPS-LC-Display mit einer Auflösung von 1280 × 720 Pixeln und dem Lumia-typisch nach außen gewölbten Glas. Verbaut ist der mit 1,2 GHz getaktete Prozessor Snapdragon 400 von Qualcomm, ein interner Speicher mit einer Kapazität von 16 GB, eine 10 MP PureView Hauptkamera und eine 0,9 MP Weitwinkel-Frontkamera, ein austauschbarer Akku mit einer Kapazität von 2200 mAh. Das Handy kann kabellos nach Qi-Standard oder über ein USB-Kabel aufgeladen werden. Dieses Modell ist das Letzte der Lumia Familie, welches mit dem Nokia Logo bedruckt ist. Alle nachkommenden Geräte weisen den Microsoft Schriftzug auf.

#### Lumia 930
Auf der Build 2014 in San Francisco stellte Nokia am 2. April 2014 das Nokia Lumia 930 mit einem 5-Zoll-(12,7-cm-)großen Bildschirm mit Full-HD-Auflösung (1920 × 1080 Pixel) vor. Es löst die Modelle 920 und 925 ab. Als Prozessor wird ein mit 2,2 GHz getakteter Snapdragon-800 von Qualcomm verbaut, der auf zwei Gigabyte Arbeitsspeicher und 32 GB Massenspeicher – der nicht erweiterbar ist – zugreifen kann. Die PureView-Hauptkamera besitzt eine maximale Auflösung von 20 Megapixeln. Das Gerät erlaubt ohne Zubehör kabelloses Aufladen des fest eingebauten Akkus mit einer Kapazität von 2.420 mAh.

### Windows 10 Mobile

#### Lumia 550
Am 6. Oktober 2015 stellte Microsoft das preiswerte Einsteigermodell Microsoft Lumia 550 mit einem 4,7 Zoll (11,94 cm) großen LCD-Bildschirm mit einer Auflösung von 1280 × 720 Pixeln vor (kein Gorilla-Glas). Dieses Windows-10-Modell löst das Nokia Lumia 535 ab. Der Prozessor ist ein mit 1,1 GHz getakteter Snapdragon-210 von Qualcomm, der auf ein Gigabyte Arbeitsspeicher und 8 GB Massenspeicher – der um 200 GB erweiterbar ist – zugreifen kann. Dieses Modell kam Mitte Dezember 2015 in den Handel, die Herstellung wurde 2017 eingestellt. Software-Updates wurden bis Januar 2020 bereitgestellt.

#### Lumia 650
Am 15. Februar 2016 stellte Microsoft das Modell Microsoft Lumia 650 mit einem 5 Zoll (12,7 cm) großen AMOLED-Bildschirm mit einer Auflösung von 1280 × 720 Pixeln vor (Gorilla Glass 3). Dieses Windows-10-Modell löst das Nokia Lumia 640 ab. Der Prozessor ist ein mit 1,3 GHz getakteter Snapdragon-212 von Qualcomm, der auf ein Gigabyte Arbeitsspeicher und 16 GB Massenspeicher – der um 200 GB erweiterbar ist – zugreifen kann. Die Herstellung wurde 2017 eingestellt, Software-Updates wurden noch bis Januar 2020 bereitgestellt.

#### Lumia 950 und 950 XL
Am 6. Oktober 2015 stellte Microsoft das Microsoft Lumia 950 mit einem 5,2 Zoll (13,21 cm) großen AMOLED-Bildschirm mit einer Auflösung von 2560 × 1440 Pixeln vor (Gorilla Glass 3). Das größere Phablet-Schwestermodell Microsoft Lumia 950 XL besitzt einen 5,7 Zoll (14,48 cm) großen Bildschirm mit gleicher Auflösung (2560 × 1440 Pixel, Gorilla Glas 4). Beide Windows-10-Modelle lösen die Geräte Nokia Lumia 930 und 1520 ab. Der Prozessor ist ein mit 1,8 GHz (XL: 2 GHz) getakteter Snapdragon-808 (XL: 810) von Qualcomm, der auf drei Gigabyte Arbeitsspeicher und 32 GB Massenspeicher – der um 200 GB erweiterbar ist – zugreifen kann. Die Kamera besitzt einen optischen Bildstabilisator, ein Carl-Zeiss-Objektiv und 20 Megapixel Auflösung. Der Akku hat eine Kapazität von 3000 mAh (XL: 3340 mAh) und ist jeweils auswechselbar. Beide High-End-Modelle lassen sich drahtlos laden, verfügen über das Microsoft-Continuum-Feature und sind seit dem 27. November 2015 im Handel erhältlich. Die Herstellung beider Modelle wurde 2017 eingestellt, Software-Updates wurden noch bis Januar 2020 bereitgestellt.

## Tablet-Modell
Als einziges Tablet der Lumia-Serie stellte Nokia am 22. Oktober 2013 das Lumia 2520 vor. Ab dem 10. April 2014 war es in Deutschland verfügbar; die Produktion wurde am 2. Februar 2015 eingestellt.
Das Nokia Lumia 2520 ist ein Tabletcomputer mit dem Betriebssystem Microsoft Windows RT 8.1. Das Tablet besitzt einen mit 650 cd/m² sehr lichtstarken Touchscreen mit 10,1 Zoll Größe (25,65 cm) in IPS-Technik und einer Gorilla-Glas-Oberfläche. Die Auflösung beträgt 1080 × 1920 Pixel (Full HD). Als Prozessor ist ein Qualcomm Snapdragon 800 MSM8974 mit vier Kernen und 2,2 GHz Taktfrequenz sowie ein Adreno-330-Grafikprozessor verbaut. Der Hauptspeicher beträgt 2 GB; der eingebaute 32-GB-Flash-Speicher kann per Micro-SD-Steckplatz erweitert werden. Neben WLAN kann das Gerät auch per GSM-, UMTS- und LTE-Schnittstelle mit Netzwerken kommunizieren. Die Laufzeit des 8.000-mAh-Akkus soll bei WLAN-Betrieb eine Standby-Zeit von bis zu 25 Tagen, im Videobetrieb von maximal 11 Stunden ermöglichen. Als Besonderheit bietet das Lumia 2520 eine kostenlose Offline-Navigation, bei der die Kartendaten von Here auf dem Gerät abgelegt werden können.

## Verkaufszahlen
|          | Region        | Q4 2011 | Q1 2012 | Q2 2012 | Q3 2012 | Q4 2012 | Q1 2013 | Q2 2013 | Q3 2013 | Q4 2013 | Q1 2014 | Q2 2014 | Q3 2014 | Q4 2014 | Q1 2015 | Q2 2015 | Q3 2015 | Q4 2015 | Q1 2016 | Q2 2016 | Q3 2016 | Total |
| Verkäufe | Nordamerika   | 0,5     | 0,6     | 0,6     | 0,3     | 0,7     | 0,4     | 0,5     | 1,4     | –       | –       | –       | –       | –       | –       | –       | –       | –       | –       | –       | –       |       |
| Verkäufe | Rest der Welt | 0,5     | 1,4     | 3,4     | 2,6     | 3,7     | 5,2     | 6,9     | 7,4     | –       | –       | –       | –       | –       | –       | –       | –       | –       | –       | –       | –       |       |
| Verkäufe | Global        | 1       | 2       | 4       | 2,9     | 4,4     | 5,6     | 7,4     | 8,8     | 8,2     | 8       | 7,4     | 9,3     | 10,5    | 8,6     | 8,4     | 5,8     | 4,5     | 2,3     | 1,2     | 1       | 111,3 |

Globale Verkaufszahlen pro Quartal (Mio.):

Bis einschließlich Dezember 2016.

## Kartendienste
Auf den Lumia-Geräten mit Windows Phone 8 ist der Kartendienst Here installiert, bei Windows-10-Geräten ist es die Karten-App von Microsoft.
Ende März 2016 beendete Here die Zusammenarbeit mit Microsoft. Damit steht ab Frühjahr 2016 ausschließlich die Microsoft Windows 10 Karten-App für Windows-10-Nutzer zur Verfügung. Da Microsoft sich die Rechte an den Here-Karten gesichert hat, handelt es sich beim Kartenmaterial um die gleichen Karten wie bei den Here-Apps. Nutzer mit Windows Phone 8 können weiterhin Here Maps nutzen. Es wird aber keine neuen Features mehr für die App geben, sondern nur noch Patches für kritische Fehler.

## NameLumiaund Modell-Nummerierung
Der Nokia-CEO Stephen Elop erklärte auf der Nokia World 2011, dass „Lumia“ Licht bedeute. Die Lumia-Modelle sollten den neuen Sonnenaufgang für Nokia darstellen. Nokia wollte mit den Windows-Phone-Modellen den Wiedereinstieg in den Smartphone-Markt schaffen. Das finnische Wort Lumi bedeutet „Schnee“.
Die Nummerierung der einzelnen Microsoft-Lumia-Modelle erfolgt seit 2015 einheitlich mit einer dreistelligen Angabe. Die erste Stelle der Nummerierung verkörpert die Geräteklasse (4XX … 9XX), die zweite Stelle die jeweilige Gerätegeneration. Die dritte Stelle gibt die Variationen innerhalb einer Geräteklasse und -generation an. Dabei ist eine „0“ die Ausgangsversion und die „5“ in der Regel ein „minor Upgrade“. Sofern die dritte Stelle keine „0“ oder „5“ ist oder von einem Buchstaben gefolgt wird, handelt es sich meist um ein regionspezifisches Gerät.
Mit der Ankündigung der Microsoft Lumia 640 XL und 950 XL im Jahr 2015 beendete Microsoft die Nutzung der vierstelligen (13XX, 15XX, 25XX) Geräteklassen für Phablet- und Tablet-Modelle. Großformatige Bildschirme werden stattdessen durch „XL“-Erweiterungen in der jeweiligen Geräteklasse angezeigt. Die vierstellige Nummerierung hatte für Irritationen gesorgt, denn sie indizierte ein höherklassiges Gerät, was aber durch die Spezifikation oder Preisgestaltung in vielen Fällen nicht gegeben war.